# Eugène Bretel
Pour les articles homonymes, voir Bretel.
Eugène Bretel est un producteur de beurre français, né le 1er août 1842 à Portbail (Manche) et décédé le 19 mars 1933 à Valognes.

## Biographie
Eugène Bretel se spécialise d'abord à Portbail dans la production artisanale d'œufs et de beurre salé, dès 1865, qu'il exporte vers l'Angleterre. Puis, en 1871, il crée avec son frère Adolphe (1840-1913), à Valognes, pour profiter d'une main-d'œuvre plus importante, une véritable industrie de fabrication de beurre, la Maison Bretel Frères.
En s'appuyant sur le chemin de fer (Ligne Paris-Cherbourg) et les transports maritimes (Le « Bretel-Frères » et le « Deux-Frères » desservaient depuis Cherbourg et Saint-Vaast-la-Hougue, Le Havre et Londres), ils alimentent les marchés français et étrangers. De 95 tonnes produites en 1871, ils passent rapidement à 1 840 tonnes en 1879, devenant l'une des plus grandes beurreries au monde. Plusieurs fois récompensée lors des expositions universelles (Paris 1878, Paris 1889, Chicago 1893, Paris 1900…), l'entreprise atteint un chiffre d'affaires de 29 millions de francs-or en 1903, dont plus de 80 % à l'export.
La Maison Bretel Frères se développe en rachetant des usines dans toute la Normandie, ainsi qu'en créant à Rennes, la Nouvelle beurrerie d'Ille-et-Vilaine, pour commercialiser du beurre breton. L'affaire est reprise en 1933 par leur neveu Raoul Le Doux (1875-1970). Elle compte alors dix-sept usines. Une fusion a lieu en 1960 avec l'Union laitière de Bricquebec, qui est elle-même reprise en 1972 par la société Gloria.
À la fin du XIXe siècle, fortune faite, Eugène Bretel fait l'acquisition du château de Chiffrevast, à Tamerville (Manche), qu'il meuble et décore avec goût.

## Décorations
- Officier de la Légion d'honneur (1921)